# Hump de Bump
Hump de Bump е сингъл на американската рок група Ред Хот Чили Пепърс. Това е петият издаден сингъл от албума Stadium Arcadium.
Песента наподобява звученето на групата в ранните ѝ години и е много близка до сингълът American Ghost Dance от албума Freaky Styley. Първоначалното име на песента дори е било „Ghost Dance 2000“.
Видеоклипът към песента е режисиран от Крис Рок и представя сюжет, в който той не е допуснат на собственото си парти докато бандата изпълнява парчето по същото време.